# ميشيلي رينالدي
ميشيلي رينالدي (بالإيطالية: Michele Rinaldi)‏ (28 يونيو 1991 - ) هو لاعب كرة قدم إيطالي في مركز الوسط. لعب مع نادي كييتي كالسيو الرياضي وGiulianova Calcio ‏.

## وصلات خارجية
- ميشيلي رينالدي على موقع قاعدة بيانات كرة القدم.إي يو (الإنجليزية)
- ميشيلي رينالدي على موقع عالم كرة القدم.نت (الإنجليزية)